# Cássida
Cássida (em árabe: قصيدة; romaniz.: qaṣīda) é um tipo de verso monorrítmico que emergiu da poesia árabe oral do século VI como uma ode compósita. Nos séculos X e XI, foi adaptado ao persa e hebraico e daí se espalhou pelo turco e demais línguas asiáticas.